# Das Wandern ist Herrn Müllers Lust
Das Wandern ist Herrn Müllers Lust ist ein deutsch-österreichisches Filmlustspiel aus dem Jahre 1973 von Franz Antel mit Ekkehard Fritsch in der Titelrolle und zahlreichen beliebten Darstellern des Komödienkinos der 1960er und 1970er Jahre, angeführt von den damaligen Jungstars Sascha Hehn und Ilja Richter.

## Handlung
Herr Generaldirektor Dr. Müller, ein korpulenter Gemütsmensch von eindrucksvoller Präsenz, muss wegen eines Vergehens im Straßenverkehr eine vierwöchige Haftstrafe absitzen. Da ihm, der besseres gewohnt ist, das Gefängnisessen überhaupt nicht mundet, kommt er nach einem Monat deutlich abgespeckt wieder in die Freiheit. Seine Kollegen und Bekannten beginnen daraufhin, ihn ständig zu fragen, wie er es denn geschafft habe, deutlich schlanker geworden zu sein. Müller ist sein Knastaufenthalt mehr als nur peinlich, und so braucht er unbedingt eine gute Begründung für das Purzeln der Körperpfunde. Vor allem die Damen in seinem Umfeld nehmen an, das er in den vergangenen vier Wochen auf Kur war und dort gefastet habe. Um endlich Ruhe zu bekommen, bestätigt er kurzerhand die allgemein kursierende Vermutung eines Kuraufenthaltes, was aber nun zur Folge hat, dass alle unbedingt den Namen dieses Erfolg versprechenden Kurhotels mitsamt dem Namen des Ortes wissen wollen, weil man dort ebenfalls hinreisen und abspecken will.
Um seine Mär von der Heilfastenkur aufrechtzuerhalten, benötigt Herr Müller die Hilfe des Freundes seiner Tochter Dagmar, Micha. Er und sein Kumpel Pit überlegen sich, wie sie das Lügengespinst vom Heilfasten untermauern können. Es fällt der Name Hinterberg im ländlich-alpinen Nirgendwo, wo diese angeblich phänomenale Wunderkur bei Herrn Müller so prächtig angeschlagen haben soll. Micha stellt den „Rahmen“ des Ganzen auf die Beine, während Pit auch in Frauenkleider schlüpft und die versierte Ernährungsberaterin zu spielen hat. Kurz und gut: Müllers „Geheimtipp“ spricht sich rasch herum, und bald rennen die Städter den Dörflern die Bude ein, die sich von dem Run komplett überfordert fühlen und gar nicht verstehen, wieso sie zu dieser „Ehre“ gekommen sind. Für den soeben entlassenen Reisekaufmann Pit bietet diese Aktion aber auch eine ganz reale Chance, wieder auf die Beine zu kommen: Er gründet mit Kumpel Micha eine eigene Reiseagentur, die das verschlafene Kaff als Hauptattraktion anbietet. Schon bald entsteht ein einziges Chaos, denn aus der Notlüge entwickelt sich eine veritable Tourismuslawine. Einfache Leute ebenso wie Vertreter der so genannten „besseren Kreise“ erhoffen sich wahre Wunderwirkung von diesem neuen Gesundheits- und Fitness-Hot-Spot, und ein Psychotherapeut namens Dr. Schön versucht sogar hartnäckig hinter das Geheimnis der vorgeblichen „Müller-Diät“ zu kommen.

## Produktionsnotizen
Das Wandern ist Herrn Müllers Lust entstand im Spätfrühling / Frühsommer 1973 und wurde am 28. September 1973 uraufgeführt.
Die Herstellungsleitung hatte Carl Szokoll, die Produktionsleitung Kurt Kodal.

## Kritik
„Um seine vierwöchige Haft wegen eines Verkehrsdelikts zu vertuschen, erfindet der Herr Generaldirektor einen Urlaub in einem Bauernkaff, das sich in der Folge zu einem gesuchten Schlankheitszentrum entwickelt. Lustspiel auf Klamaukniveau.“